# Sagan om klanen Otori
Sagan om klanen Otori, Tales of the Otori är en serie om fem böcker skrivna av författaren Lian Hearn. Över näktergalens golv (Across the nightingale floor) är den första boken och utgavs i Australien och Nya Zeeland 2002 (i Sverige 2003). På kudde av gräs (Grass for his pillow) är den andra boken och utgavs 2003 (i Sverige samma år). Den tredje boken, Under lysande måne (Brilliance of the moon) utgavs även den 2003 (i Sverige 2004). Den fjärde boken, Vid hägerns skarpa skri (The Harsh Cry of the Heron) utgavs 2006 (i Sverige samma år). Den femte och sista boken utgavs år 2007 (även i Sverige), under titeln: Och himlens vida väv (Heaven's Net is Wide).

## Böckerna
Romanserien är inspirerad av japansk kultur och utspelar sig i ett fiktivt land kallat De Tre Rikena, vilket visar stora likheter med det medeltida feodala Japan.
De tre första böckerna, Över näktergalens golv, På kudde av gräs och Under lysande måne, kallades till en början tillsammans för en trilogi, tills en fjärde bok, Vid hägerns skarpa skri, utgavs i serien. Även en femte bok, Och himlens vida väv har senare tillkommit. Vid hägerns skarpa skri utspelar sig 16 år efter Under lysande måne, medan Och himlens vida väv är en prequel till Över näktergalens golv.
Den första boken, Över näktergalens golv, är i den svenska utgåvan översatt av Carla Wiberg. De efterföljande tre böckerna, På kudde av gräs, Under lysande måne och Vid hägerns skarpa skri, är översatta till svenska av Anders Bellis. Den sist tillkomna boken, Och himlens vida väv, är även den översatt till svenska av Carla Wiberg.

## Handling
Romanseriens handling berör generellt kampen mellan en mängd mäktiga klaner - Otori, Maruyama, Seishuu, Shirakawa, Tohan och Släktet - som kämpar om makten över De Tre Rikena. Handlingen centreras kring klanen Otori, den härskarsläkt som behärskar det mellersta av De Tre rikena. Den koncentreras däremot främst på en av Otoriklanens överhuvud, Otori Takeo, och arvtagerskan till klanerna Shirakawa och Seishuu, Shirakawa Kaede.
Det hela börjar när Otori Shigeru finner Takeo, som då fortfarande heter Tomasu, i skogen. Den grymme krigsherren Iida Sadamu har bränt hans by och alla invånarna utom Tomasu är döda. Senare framkommer dock att Tomasus yngsta syster Madaren också överlevt.
Tomasu följer med Shigeru som adopterar honom och han får senare namnet Takeo, efter Shigerus yngre bror Takeshi. Takeo växer upp till ung man med en enda tanke i huvudet: att hämnas sin familj genom att döda Iida Sadamu.
Senare träffar han Shirakawa Kaede som han blir blixtförälskad i. De skiljs dock åt, men träffas snart igen.
I Och himlens vida väv kretsar dock handlingen runt Takeos adoptivfar Shigerus uppväxt och den stora striden på Yaegaharaslätten där bland andra Shigerus far Shigemori och hans bästa vän Mori Kiyoshige stupade.

## Huvudpersoner

### Klanen Otori
- Otori Shigeru: Krigare och arvinge till Otoriklanen.
- Otori Takeshi: Shigerus yngre bror
- Otori Shigemori: Shigerus och Takeshis far
- Otori Masako: Mor till Shigeru och Takeshi, Shigemoris fru.
- Otori Ichiro: Avlägsen släkting, Shigerus och Takeos lärare
- Otori Takeo: 16-årig pojke som adopterats av Shigeru (född Tomasu), son till Kikuta Isamu
- Otori Shoichi: Shigerus farbror, Otoriklanens ledare
- Otori Masahiro: Shoichis yngre bror
- Otori Yoshitomi: Shoichis son
- Chiyo: Tjänstekvinna i fru Otoris hushåll
- Akane: Kurtisan, Shigerus älskarinna (innan han kommer i kontakt med fru Maruyama)

### Klanen Tohan
- Iida Sadayoshi Överhuvud i klanen Tohan
- Iida Sadamu: Hans son
- Iida Nariaki: Sadamus kusin

### Klanen Seishuu
- Arai Daiichi: Krigare
- Arai Zenko: Arai Daiichi's son
- Maruyama Naomi: Regent över Maruyamaprovinsen, Shigerus älskarinna
- Mariko: Hennes dotter
- Herr Shirakawa: Överhuvud för klanen Shirakawa
- Shirakawa Kaede: dotter till Herr Shirakawa, kusin till Maruyama
- Shirakawa Ai: Kaedes yngre syster
- Shirakawa Hana: Kaedes yngsta syster
- Amano Tenzo: Vasall i Shirakawa
- Sugita Haruki: Vasall
- Sugita Hiroshi: Harukis brorson

### Släktet
Besläktad grupp familjer med speciella förmågor. Använder sina talanger främst för lönnmord och spionage mot betalning.
Familjerna i släktet är Kuroda, Muto och Kikuta.

#### Kuroda
- Kuroda Shintaro: Omtalad lönnmördare
- Kondo Kiichi
- Imai Kazuo
- Kudo Keiko

#### Muto
- Muto Kenji: Klanen Mutos överhuvud, lärare till Takeo.
- Muto Shizuka: Kenjis brorsdotter, älskarinna till Arai Daichii och följeslagare till Kaede.
- Muto Yuki: Kenjis dotter.
- Muto Zenko: Shizukas äldste son.
- Muto Taku: Shizukas yngste son, Zenkos bror.
- Muto Seiko: Kenjis hustru
- Muto Yuzuru: Kusin till Shizuka

#### Kikuta
- Kikuta Kotaro: Takeos fars kusin, mäster.
- Kikuta Akio: Kusin till Takeo, dennes ärkefiende
- Kikuta Isamu: Takeos far, Kotaros kusin - mördad av densamme
- Kikuta Gosaburo: Kotaros yngre bror
- Kikuta Hajime: Brottare och lönnmördare
- Sadako: Tjänsteflicka

### Hästar
- Raku: Grå med svart man och svans, Takeos första häst som han gav till Kaede
- Kyu: Svart, Shigerus häst, försvann i Inuyama
- Aoi: Svart, (halvbror till Kyu)
- Ki: Amanos fux
- Shun: Takeos bruna och mycket intelligenta häst

### Övriga
- Herr Fujiwara: Adelsman.
- Matsuda Shingen: Abbot, stor fäktmästare, präst i Terayama
- Kubo Makoto(Eikan): Takeos bästa vän, senare abbot i Terayama
- Doktor Ishida: Fujiwaras läkare, gifter sig senare med Shizuka
- Jo-An: Garvar hudar och tillhör "de gömda" och är därför en utstött
- Jin-Emon: Bandit.
- Jiro: Son till en bonde.
- Madaren: Tolk åt Don Joan och Don Carlo, Takeos syster
- Terada Fumifusa: Pirat, tidigare fiskare
- Terada Fumio: Hans son, Takeos vän